# Jeremy Guns
Jeremy Guns, pseudonimo di Jeremy Carson (1982 o 1983), è un bassista statunitense.

## Biografia
È stato membro della incarnazione degli L.A. Guns capeggiati dal padre Tracii Guns (formata dai due più il cantante Paul Black e il batterista Nickey "Beat" Alexander, poi sostituito da Chad Stewart) dopo che questi aveva lasciato il gruppo originale nel 2002. Questa incarnazione del gruppo fu attiva dal 2006 al 2012, dopodiché l'unica rimasta è quella capeggiata da Phil Lewis.
Nel 2005 ha suonato nel supergruppo Brides of Destruction (in sostituzione di Nikki Sixx, che aveva abbandonato la band per riunirsi ai Mötley Crüe), in cui collabora sempre col padre, oltre che con London LeGrand e Scot Coogan. In seguito ha seguito il chitarrista Tracii Guns nella band LA Guns dove ha ricoperto il ruolo di bassista tra il 2006 e il 2012.

## Discografia parziale

### Singoli
- Tracii Guns' L.A. Guns - I Do[2]